# Persone di nome Jean-Louis
| Questa pagina contiene informazioni ricavate automaticamente dalle voci biografiche con l'ausilio del template Bio e di un bot. L'aggiornamento è periodico e automatico e ricostruisce completamente la pagina. Se manca una persona in questa lista, sei pregato di non aggiungerla, ma accertati piuttosto che la sua voce biografica contenga il template Bio e che i dati anagrafici siano correttamente compilati. Se il template Bio manca, inseriscilo tu stesso o, in alternativa, metti l'avviso {{tmp\|Bio}} che ne segnala la mancanza. Se i dati riportati sono sbagliati, correggi direttamente la voce biografica; le modifiche saranno visibili in questa lista entro pochi giorni. Per chiarimenti vedi il progetto antroponimi. La lista contiene solo le 67 persone che sono citate nell'enciclopedia e per le quali è stato implementato correttamente il template Bio. Pagina aggiornata al 16 ott 2024. |

Questa è una lista di persone presenti nell'enciclopedia che hanno il prenome Jean-Louis, suddivise per attività principale.

## Allenatori di calcio(2)
- Jean-Louis Garcia, allenatore di calcio e ex calciatore francese (Ollioules, n. 1962)
- Jean-Louis Gasset, allenatore di calcio e ex calciatore francese (Saint-Étienne, n. 1953)

## Arcivescovi cattolici(2)
- Jean-Louis Des Balbes de Berton de Crillon, arcivescovo cattolico francese (Crillon-le-Brave, n. 1684 - Avignone, † 1751)
- Jean-Louis Bruguès, arcivescovo cattolico francese (Bagnères de Bigorre, n. 1943)

## Astronomi(1)
- Jean-Louis Pons, astronomo francese (Peyre, n. 1761 - Firenze, † 1831)

## Attori(2)
- Jean-Louis Barrault, attore, regista e mimo francese (Le Vésinet, n. 1910 - Parigi, † 1994)
- Jean-Louis Trintignant, attore, regista e sceneggiatore francese (Piolenc, n. 1930 - Uzès, † 2022)

## Avvocati(1)
- Jean-Louis Tixier-Vignancour, avvocato e politico francese (Parigi, n. 1907 - Parigi, † 1989)

## Cabarettisti(1)
- Jean-Louis Pisuisse, cabarettista, cantautore e giornalista olandese (Flessinga, n. 1880 - Amsterdam, † 1927)

## Calciatori(8)
- Jean-Louis Akpa-Akpro, calciatore francese (Tolosa, n. 1985)
- Jean-Louis Bretteville, calciatore norvegese (Arendal, n. 1905 - † 1956)
- Jean-Louis Buron, calciatore francese (Vénestanville, n. 1934 - † 2005)
- Jean-Louis Cazes, ex calciatore francese (Bayonne, n. 1951)
- Jean-Louis Hodoul, ex calciatore francese (Marsiglia, n. 1946)
- Jean-Louis Leca, ex calciatore francese (Bastia, n. 1985)
- Jean-Louis Leonetti, calciatore francese (Marsiglia, n. 1938 - Allauch, † 2020)
- Jean-Louis Rivoire, ex calciatore francese (Saint-Symphorien-sur-Coise, n. 1943)

## Canoisti(1)
- Jean-Louis Olry, ex canoista francese (Montrouge, n. 1946)

## Cantanti(1)
- Jean-Louis Murat, cantante, musicista e attore francese (Chamalières, n. 1952 - Orcival, † 2023)

## Cardinali(2)
- Jean Lefebvre de Cheverus, cardinale e arcivescovo cattolico francese (Mayenne, n. 1768 - Bordeaux, † 1836)
- Jean-Louis Tauran, cardinale e arcivescovo cattolico francese (Bordeaux, n. 1943 - Hartford, † 2018)

## Cestisti(3)
- Jean-Louis Borg, ex cestista, allenatore di pallacanestro e dirigente sportivo francese (Maisons-Alfort, n. 1964)
- Jean-Louis Hersin, ex cestista francese (Denain, n. 1962)
- Jean-Louis Vacher, ex cestista francese (Tours, n. 1951)

## Chirurghi(1)
- Jean-Louis Petit, chirurgo francese (Parigi, n. 1674 - Parigi, † 1750)

## Ciclisti su strada(2)
- Jean-Louis Gauthier, ciclista su strada francese (Angoulême, n. 1955 - Maine-de-Boixe, † 2014)
- Jean-Louis Harel, ex ciclista su strada francese (Lillebonne, n. 1965)

## Compositori(1)
- Jean-Louis Lully, compositore francese (Parigi, n. 1667 - Parigi, † 1688)

## Critici d'arte(1)
- Jean-Louis Schefer, critico d'arte, filosofo e storico dell'arte francese (Parigi, n. 1938 - Corbeil-Essonnes, † 2022)

## Dermatologi(1)
- Jean-Louis Alibert, dermatologo e scrittore francese (Villefranche-de-Rouergue, n. 1768 - Parigi, † 1837)

## Dirigenti d'azienda(1)
- Jean-Louis Marchand, dirigente d'azienda francese (Parigi, n. 1950)

## Drammaturghi(2)
- Jean-Louis Laya, drammaturgo e critico letterario francese (Parigi, n. 1761 - Meudon, † 1833)
- Jean-Louis Martin, drammaturgo francese (Parigi, n. 1889)

## Generali(1)
- Jean-Louis Georgelin, generale francese (Aspet, n. 1948 - Bordes-Uchentein, † 2023)

## Giornalisti(1)
- Jean-Louis de Rambures, giornalista, scrittore e traduttore francese (Parigi, n. 1930 - Vaudricourt, † 2006)

## Giuristi(2)
- Jean-Louis Gouttes, giurista francese (n. 1739 - † 1794)
- Jean-Louis de Lolme, giurista e filosofo svizzero (Ginevra, n. 1740 - Seewen, † 1806)

## Informatici(1)
- Jean-Louis Gassée, informatico e programmatore francese (Parigi, n. 1944)

## Matematici(1)
- Jean-Louis Verdier, matematico francese (Le Havre, n. 1935 - Saint-Étienne-Vallée-Française, † 1989)

## Militari(1)
- Jean-Louis Jeanmaire, militare e insegnante svizzero (Bienne, n. 1910 - Berna, † 1992)

## Operai(1)
- Jean-Louis Pindy, operaio e attivista francese (Brest, n. 1840 - La Chaux-de-Fonds, † 1917)

## Piloti automobilistici(2)
- Jean-Louis Lafosse, pilota automobilistico francese (Dakar, n. 1941 - Le Mans, † 1981)
- Jean-Louis Schlesser, pilota automobilistico francese (Nancy, n. 1948)

## Piloti motociclistici(2)
- Jean-Louis Guignabodet, pilota motociclistico francese (Chelles, n. 1956)
- Jean-Louis Tournadre, pilota motociclistico francese (Clermont-Ferrand, n. 1958)

## Pittori(2)
- Jean-Louis Forain, pittore e disegnatore francese (Reims, n. 1852 - Parigi, † 1931)
- Théodore Géricault, pittore francese (Rouen, n. 1791 - Parigi, † 1824)

## Politici(2)
- Jean-Louis Borloo, politico francese (Parigi, n. 1951)
- Jean-Louis Debré, politico francese (Tolosa, n. 1944)

## Presbiteri(1)
- Jean-Louis Le Loutre, presbitero e patriota francese (Morlaix, n. 1709 - Nantes, † 1772)

## Registi(2)
- Jean-Louis Bertuccelli, regista e sceneggiatore francese (Parigi, n. 1942 - Parigi, † 2014)
- Jean-Louis Comolli, regista, critico cinematografico e critico musicale francese (Skikda, n. 1941 - Parigi, † 2022)

## Rugbisti a 15(2)
- Jean-Louis Basei, ex rugbista a 15 italiano (Nérac, n. 1954)
- Jean-Louis Tolot, ex rugbista a 15, imprenditore e politico francese (Montagnac-sur-Auvignon, n. 1957)

## Scacchisti(1)
- Jean-Louis Preti, scacchista, scrittore e editore francese (Mantova, n. 1798 - Argenteuil, † 1881)

## Sciatori alpini(1)
- Jean-Louis Vidal, ex sciatore alpino francese (n. 1950)

## Scrittori(5)
- Jean-Louis Guez de Balzac, scrittore francese (Angoulême, n. 1597 - Angoulême, † 1654)
- Jean-Louis Bory, scrittore, giornalista e critico cinematografico francese (Méréville, n. 1919 - Méréville, † 1979)
- Jean-Louis Fournier, scrittore, saggista e regista francese (Calais, n. 1938)
- Jean-Louis Giovannoni, scrittore e poeta francese (Parigi, n. 1950)
- Jack Kerouac, scrittore, poeta e pittore statunitense (Lowell, n. 1922 - St. Petersburg, † 1969)

## Scultori(1)
- Jean-Louis Lemoyne, scultore francese (Parigi, n. 1665 - Parigi, † 1755)

## Storici dell'arte(1)
- Jean-Louis Vaudoyer, storico dell'arte, scrittore e poeta francese (Le Plessis-Robinson, n. 1883 - Parigi, † 1963)

## Tennisti(1)
- Jean-Louis Haillet, ex tennista francese (Nizza, n. 1954)

## Velocisti(1)
- Jean-Louis Ravelomanantsoa, velocista malgascio (Antananarivo, n. 1943 - Lione, † 2016)

## Vescovi cattolici(1)
- Jean-Louis Taberd, vescovo cattolico, missionario e lessicografo francese (Saint-Étienne, n. 1794 - Calcutta, † 1840)

## Violoncellisti(1)
- Jean-Louis Duport, violoncellista e compositore francese (Parigi, n. 1749 - Parigi, † 1819)